# Teixit de punt circular

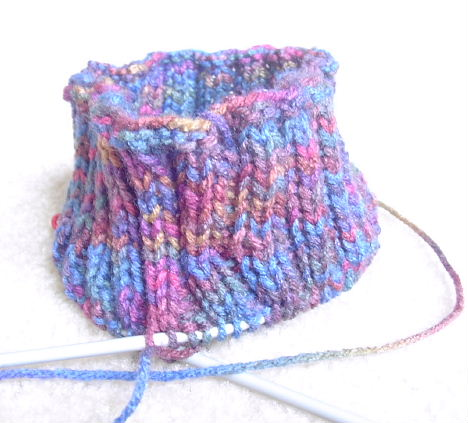
Teixit circular amb una agulla

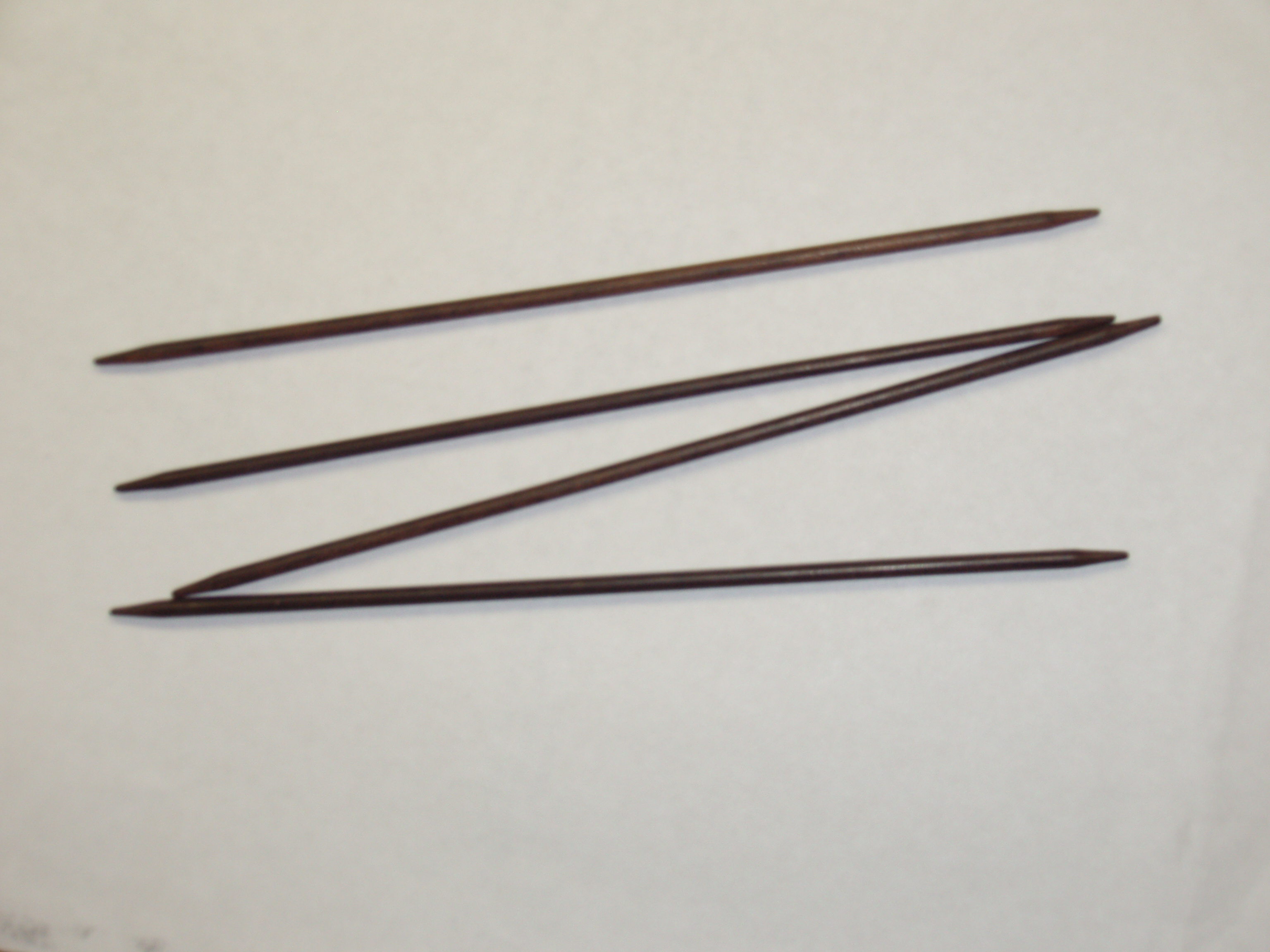
Quatre agulles de doble punta

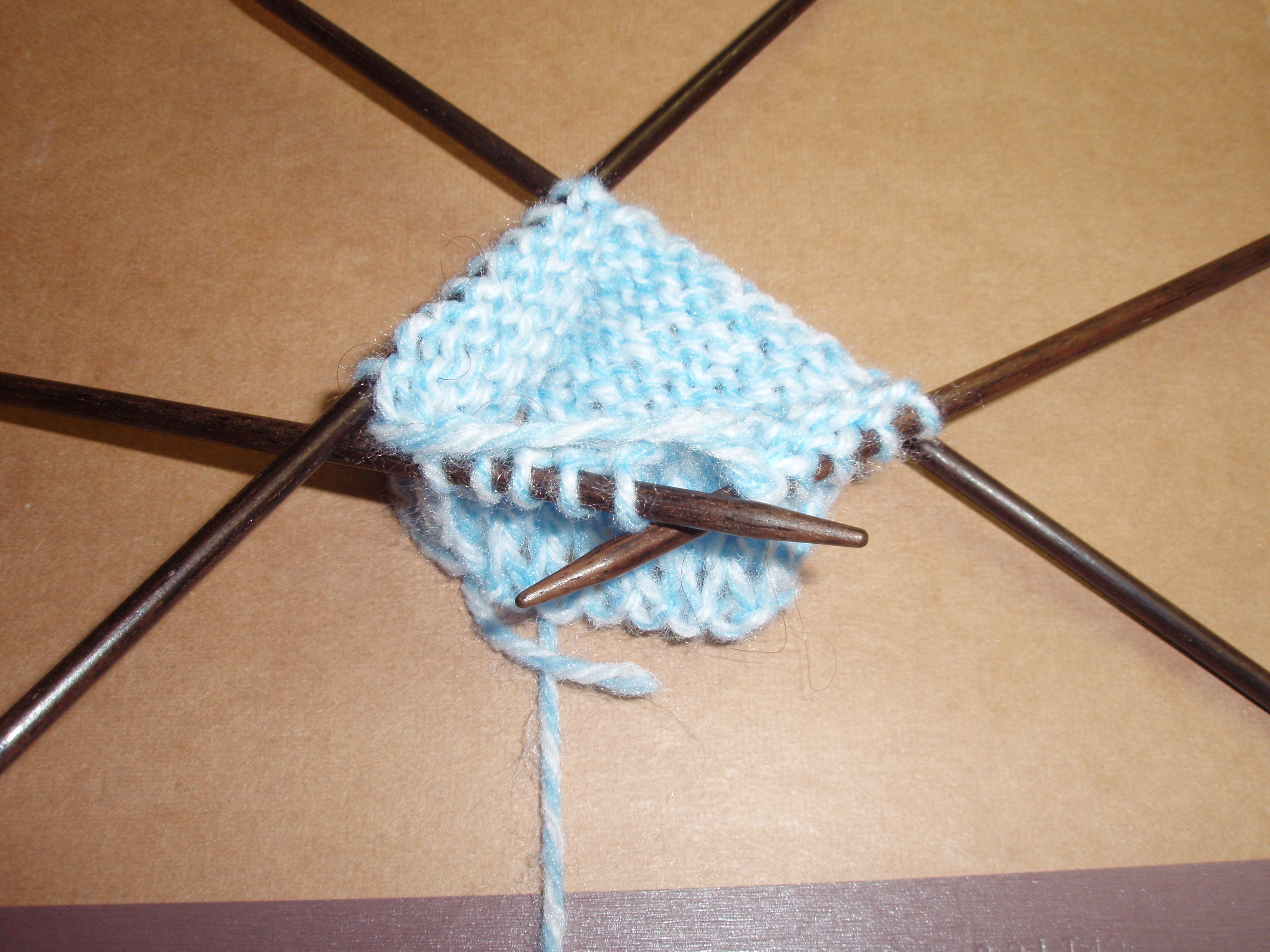
Teixit amb agulles dobles.

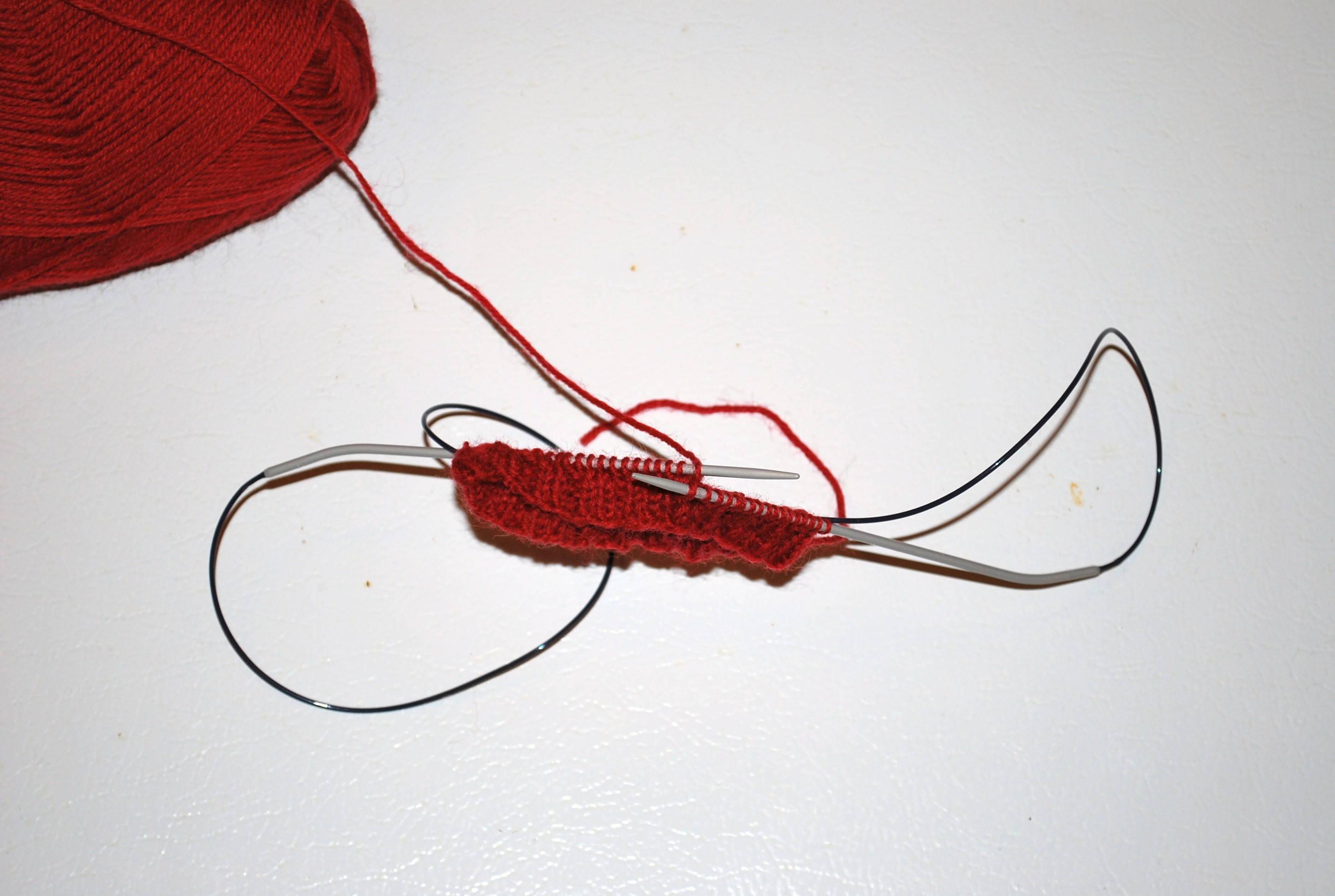
Magic Loop: teixit am agulla circular.

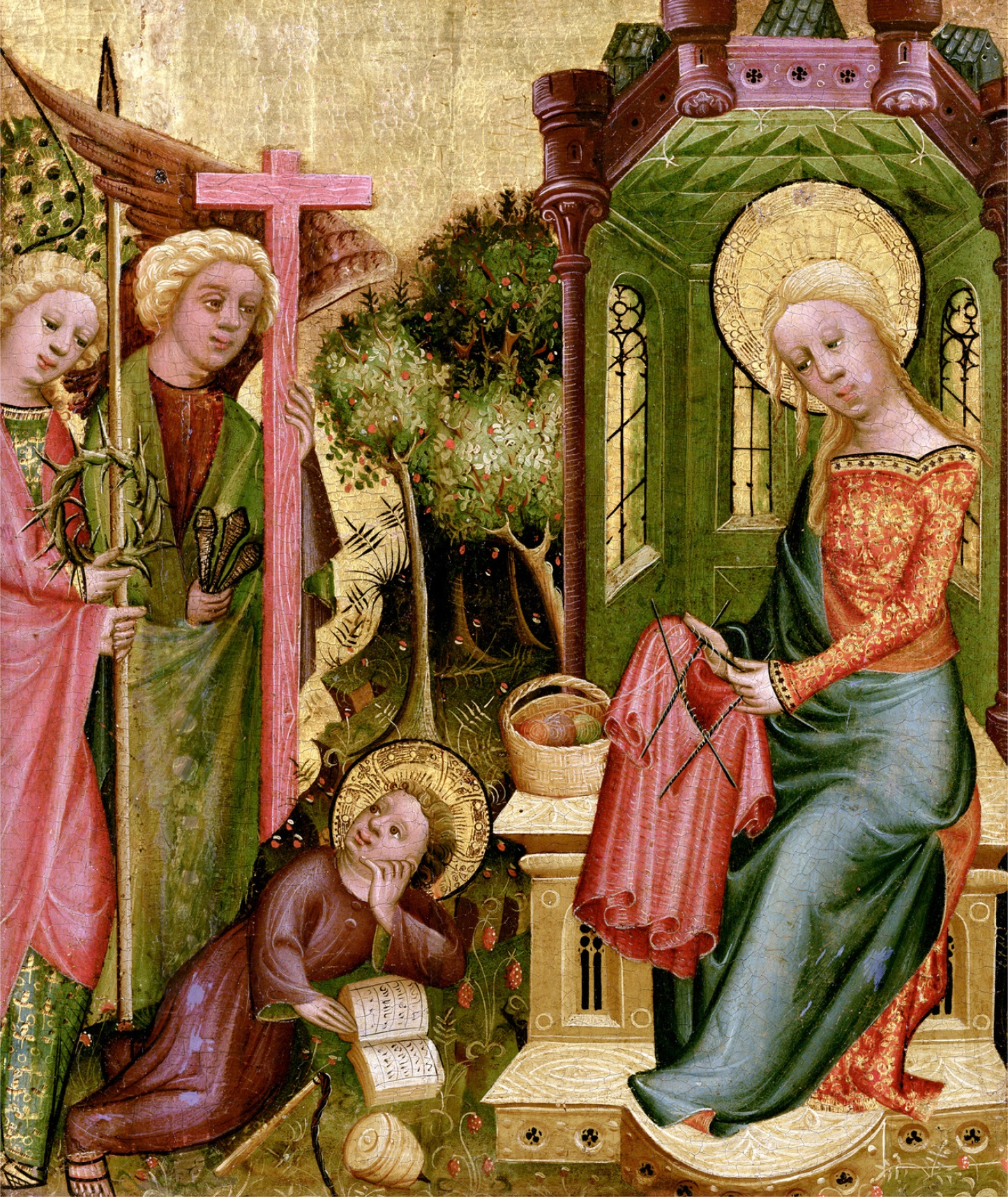
La primera imatge de teixit circular,

El punt circular o el punt en rodó és una forma de teixir que crea un tub sense costures. El treball circular s’inicia llançant puntades com per fer punt pla, però després unint els extrems d’aquesta fila de punts per formar un cercle. El teixit es treballa en rodones (l'equivalent a les files en el teixit pla), que forma el tub en enllaçar-se amb la seva pròpia cúa fent una hèlix.
Originalment, el teixit circular es feia amb un conjunt de quatre o cinc agulles de doble punta. Avui en dia, els teixidors utilitzen una agulla circular, que s’assembla a un parell d’agulles de teixir curtes connectades per un cable entre elles. El teixit circular també es pot realitzar mitjançant màquines de teixir circulars: es pot configurar una màquina de llit doble per teixir-la al llit frontal en una direcció i després el llit posterior a la tornada, de manera que es crea el tub de punt. Les màquines especials per teixir mitjons utilitzen agulles de ganxo individuals per fer cada punt en un marc rodó.
Molts tipus de jerseis són tradicionalment teixits en rodó. Les obertures planificades (forats de braços, colls, fronts de cardigan) es teixen temporalment amb punts extra, reforçats si cal. A continuació, es tallen els punts addicionals per crear l'obertura i es cusen amb una màquina de cosir per evitar que es desfaci. Aquesta tècnica s’anomena steeking .

## Tècnica de bucle màgic
Inventada per Sarah Hauschka i descrita per primera vegada al fulletó de Beverly Galeskas The Magic Loop, aquesta tècnica utilitza una llarga agulla circular (per exemple, 40 polzades) per teixir peces (de qualsevol circumferència essencialment inferior a la longitud de l’agulla) en rodó. La clau és treure un bucle de cable addicional entre els punts a mitja volta.
La tècnica del bucle màgic també permet teixir projectes de dos en dos, com parells de mitjons o les mànigues dels jerseis. Aquest teixit de totes dues peces alhora facilita que les dues siguin el més semblants possibles.

## Tipus de màquines
- Tricotosa rectilínia
- Tricotosa circular